# Ostalbkreis
Istočnoalpski okrug (standardni njemački:Ostalbkreis, švapski:Oschtalbchrais ili Oschtalbkrois) okrug je u njemačkoj pokrajini Baden-Württemberg. Oko 313.576 stanovnika živi u okrugu površine 1511,57 km².

## Gradovi
Gradovi
1. Aalen
2. Bopfingen
3. Ellwangen (Jagst)
4. Heubach
5. Lauchheim
6. Lorch
7. Neresheim
8. Oberkochen
9. Schwäbisch Gmünd

## Vanjske poveznice
- Webstranica okruga